# Castillo de Mem
El Castillo de Mem (Mems slott) se localiza en la parroquia de Tåby, municipio de Norrköping en el condado de Östergötland, Suecia. Está situado cerca de la boca del canal Göta.

## Historia
Mem se remonta al siglo XIV. En 1572, Mem recibió el estatus de señorío. La finca ha sido propiedad de muchos condes, barones y familias nobles suecas. Mem fue un importante centro para el Duque Carlos, después rey Carlos IX de Suecia y sus fuerzas armadas durante la guerra contra el rey Segismundo III Vasa a finales del siglo XVI.
Dos alas de piedra con altos techos señoriales fueron construidos en la década de 1730. A finales de la década de 1790, fue construido el edificio principal en torno a la fortaleza medieval de piedra. Otro piso fue construido en el edificio principal y el estilo antiguo del edificio fue reemplazado con frontones de piedra escalonados en estilo de arquitectura gustaviano.